# Юровка (Смолевицький район)
Юрівка (біл. вёска Юраўка) — село в складі Смолевицького району Мінської області, Білорусь. Село підпорядковане Курганській сільській раді, розташоване в центральній частині області.